# Mercenac
Mercenac is een gemeente in het zuiden van Frankrijk 28 km van de grens met Spanje. Mercenac telde 351 inwoners in 2021. 
Mercenac was onderdeel van het kanton Saint-Lizier tot dit op 22 maart 2015 werd opgeheven en de gemeente in het op die dag gevormde kanton Portes du Couserans werd opgenomen.

## Kaart
De oppervlakte van Mercenac bedraagt 13,7 km².
De onderstaande kaart toont de ligging van Mercenac met de belangrijkste infrastructuur en aangrenzende gemeenten.

## Demografie
Onderstaande figuur toont het verloop van het inwonertal, bron: INSEE-tellingen. 

Vanwege een beveiligingsprobleem met de MediaWiki Graph-software is het momenteel niet mogelijk deze grafiek weer te geven. Zodra de software is bijgewerkt zal de grafiek vanzelf weer zichtbaar worden.

## Websites
- (fr)  Statistische informatie op de website van INSEE

Bagert · La Bastide-du-Salat · Barjac · Bédeille · Betchat · Caumont · Cazavet · Cérizols · Contrazy · Fabas · Gajan · Lacave · Lasserre · Lorp-Sentaraille · Mauvezin-de-Prat · Mauvezin-de-Sainte-Croix · Mercenac · Mérigon · Montardit · Montesquieu-Avantès · Montgauch · Montjoie-en-Couserans · Prat-Bonrepaux · Sainte-Croix-Volvestre · Saint-Lizier · Taurignan-Castet · Taurignan-Vieux · Tourtouse